# Veicolo semicingolato
Un veicolo semicingolato è un veicolo che ha il sistema di trazione su cingoli ed il sistema di guida su ruote. I veicoli semicingolati furono sviluppati fra la fine della prima e la fine della seconda guerra mondiale per tentare di riunire su un solo mezzo i vantaggi del movimento su cingoli con quelli del movimento su ruote. Infatti il movimento su cingoli, esercitando una bassa pressione al suolo, permette di ridurre i rischi di sprofondamento del mezzo su fango e sabbia, invece l'uso delle ruote per la guida permette di utilizzare un sistema di sterzo meno complicato, sensibilmente più leggero e meno faticoso per il guidatore. Dopo l'uso nella seconda guerra mondiale fu constatato che, di fronte a vantaggi marginali, in realtà si introduceva una notevole complicazione meccanica nel veicolo, quindi questa tipologia di veicolo fu abbandonata.

## L'origine dei veicoli semicingolati
I primi veicoli semicingolati furono prodotti in Russia, su progetto dell'ingegnere francese Adolphe Kégresse e, in seguito in Francia dalla Citroën, sempre progettati dall'inventore. Questi veicoli erano destinati più ad un uso civile che ad un uso militare, infatti erano stati studiati per operare nel Sahara. Ben presto fu chiara l'utilità bellica di veicoli simili, quindi ne fu iniziata la costruzione sia per l'esercito francese sia per l'esportazione.

## Lo sviluppo prima della Seconda guerra mondiale
All'atto del riarmo, anche prima della denuncia del trattato di Versailles, in Germania fu studiata tutta una serie di veicoli semicingolati, per uso sia come trasporto tattico, sia come trattori di artiglieria sia come trasporto truppe. La concezione dei semicingolati tedeschi era sensibilmente differente da quella del sistema Kégresse, rifacendosi piuttosto agli studi di Christie, in quanto, invece di sospensioni ad oscillazione verticale (a molla) e ruote piccole, usava un sistema di ruote di grande diametro (quindi prive di ruotini tendicingolo) e sospensioni a barre di torsione. Il difetto di questo sistema era dato dal fatto che, per garantire una pressione uniforme sul terreno, venivano usati due tipi di ruote, uno di piccola larghezza alternato da uno sagomato ad H, con le ruote strette che ruotavano entro le aperture delle ruote più grandi. (Per capire come operavano le ruote è opportuno riferirsi all'immagine a fianco). Le conseguenze pratiche di questo arrangiamento erano che, per smontare una ruota interna ad H, era inevitabile smontare prima tre ruote esterne ad H e successivamente due ruote strette; tutta questa procedura comportava necessariamente un tempo che era 5 volte quello richiesto a sostituire una singola ruota. Nonostante questo difetto i semicingolati tedeschi si dimostrarono veicoli estremamente validi come progettazione, garantendo un'elevata affidabilità in combattimento.

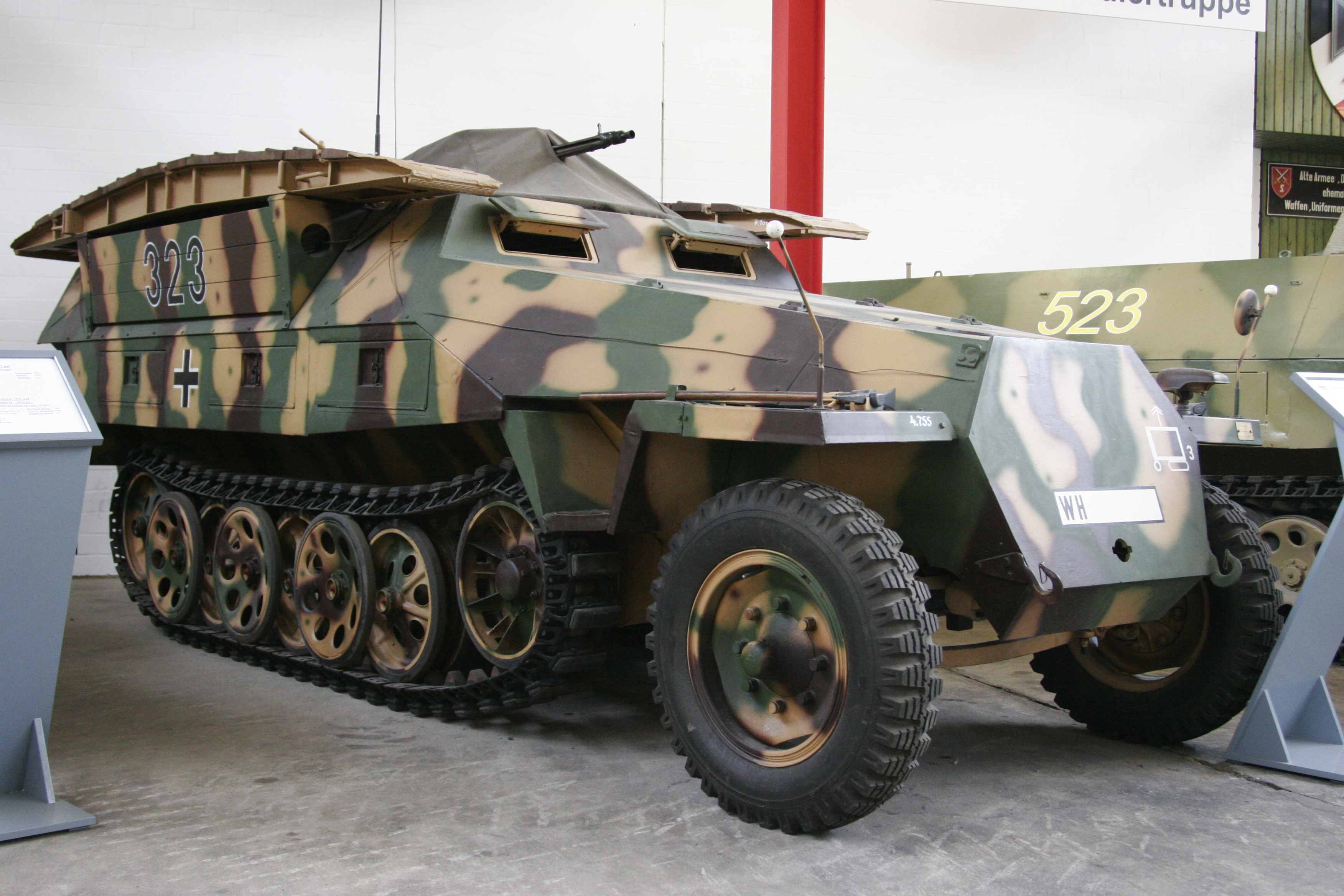
Variante per il genio pontieri del veicolo Sd.Kfz. 251

Particolarmente interessanti erano i semicingolati blindati destinati al trasporto truppe, predecessori dei moderni veicoli da combattimento della fanteria. Sul telaio dei semicingolati era costruita una struttura blindata (spessore da 6 a 14,5 mm) che proteggeva completamente il veicolo ed il guidatore, mentre la fanteria trasportata era in un vano protetto, ma a cielo aperto. Questo fatto permetteva alla fanteria di impegnare il nemico, pur restando protetta dal fuoco sia con le armi individuali (fucili) sia con le armi di squadra (mitragliatrici leggere). La sagomatura balistica della blindatura, pur presentando alcune trappole per i colpi, la rendeva estremamente efficace. Su queste basi progettuali furono costruiti due modelli di veicolo, il Sd.Kfz. 250 (per mezza squadra di fanteria) e il Sd.Kfz. 251 (per un'intera squadra di fanteria). Questi due veicoli operarono su tutti i fronti di guerra in cui operò la Wehrmacht e la produzione del SdKfz 251 continuò anche dopo la fine della seconda guerra mondiale in Cecoslovacchia.

## I semicingolati della Seconda guerra mondiale
Dopo lo scoppio della guerra negli Stati Uniti furono iniziati gli studi per la meccanizzazione completa del loro esercito, e, fra i veicoli studiati, vi fu una serie notevole di semicingolati, iniziando con il veicolo M2 Half-track, concepito inizialmente ad essere usato come trattore per artiglierie leggere, ma destinato ben presto a diventare un veicolo per il trasporto delle fanterie sul campo di battaglia. Praticamente sullo stesso telaio dell'M2, con differenze limitate a particolari generalmente secondari, furono progettati i veicoli M3 Half-track (destinato fin dall'origine al ruolo di trasporto truppe), M5 ed M9, destinati all'esportazione nei paesi alleati. Dal punto di vista della protezione i veicoli statunitensi, pur avendo praticamente gli stessi spessori di blindatura (da 6 a 16 mm) dei veicoli tedeschi, erano nettamente inferiori a questi ultimi a causa della profilatura balistica sensibilmente peggiore. Il vantaggio dei semicingolati statunitensi su quelli tedeschi era dato dalla marcia più confortevole, in quanto usavano cingoli di gomma rinforzata con fili di acciaio, invece che metallici come quelli tedeschi, e dalla trazione anche sulle ruote anteriori che permetteva un comportamento migliore fuori strada. 
I britannici non ebbero semicingolati di produzione propria, mentre i sovietici ne produssero un paio di modelli nettamente inferiori ai veicoli corrispondenti sia tedeschi sia statunitensi. Tuttavia britannici, sovietici e francesi fecero un uso estremamente largo dei semicingolati statunitensi.

## Gli ultimi semicingolati
La fine della seconda guerra mondiale segnò anche la fine della stagione dei semicingolati. Anche se i semicingolati statunitensi tornarono sui campi di battaglia sia nella guerra di Corea sia nelle guerre arabo-israeliane (fino al 1973) ed oltre cortina furono prodotte, nei primi anni del dopoguerra, copie sia dell'M3 statunitense sia del SdKfz 251 (OT 810), non furono più progettati semicingolati da produrre in gran serie. Quello che era in crisi era proprio il concetto di veicolo semicingolato. Dato che i nuovi modelli di cingolo (con tacchetti in gomma) potevano essere usati anche su strade pavimentate senza provocare danni eccessivi, si preferirono i sistemi totalmente cingolati, che sfruttavano completamente i vantaggi dei cingoli, senza le complicazioni aggiuntive date dall'avantreno ruotato.
Le ultime nazioni a produrre semicingolati furono la Gran Bretagna ed il Cile. Negli anni sessanta la Gran Bretagna produsse un semicingolato che avrebbe dovuto servire sia come trasporto truppe sia come trattore di artiglieria, il Centaur, che, tuttavia non ebbe un grande successo. Invece il semicingolato BMS-1 Alacràn di produzione cilena, anche se con prestazioni non eccezionali, era ancora in servizio nel 2003.